# Cebrail Karayel
Cebrail Karayel (Çorum, 15 agosto 1994) è un calciatore turco, difensore dell'Iğdır.

## Carriera
Nel gennaio del 2019 firma il suo primo contratto da professionista con l'Ankaragücü, valido per due anni e mezzo. Esordisce nella massima serie turca il 4 maggio 2019 in occasione dell'incontro pareggiato 0-0 contro il Çaykur Rizespor.

## Statistiche

### Presenze e reti nei club
Statistiche aggiornate al 6 febbraio 2023.
| Stagione               | Squadra                | Campionato             | Campionato | Campionato | Coppe nazionali | Coppe nazionali | Coppe nazionali | Coppe continentali | Coppe continentali | Coppe continentali | Altre coppe | Altre coppe | Altre coppe | Totale | Totale |
| Stagione               | Squadra                | Comp                   | Pres       | Reti       | Comp            | Pres            | Reti            | Comp               | Pres               | Reti               | Comp        | Pres        | Reti        | Pres   | Reti   |
| ---------------------- | ---------------------- | ---------------------- | ---------- | ---------- | --------------- | --------------- | --------------- | ------------------ | ------------------ | ------------------ | ----------- | ----------- | ----------- | ------ | ------ |
| gen.-giu. 2013         | Başkent Akademi        | 2L                     | 8          | 0          |                 | -               | -               |                    | -                  | -                  |             | -           | -           | 8      | 0      |
| 2013-2014              | Adliyespor             | 3L                     | 26         | 1          |                 | -               | -               |                    | -                  | -                  |             | -           | -           | 26     | 1      |
| 2014-2015              | Başkent Akademi        | 2L                     | 23         | 0          | CT              | 1               | 0               |                    | -                  | -                  |             | -           | -           | 24     | 0      |
| 2015-2016              | Başkent Akademi        | 2L                     | 32         | 1          | CT              | 1               | 0               |                    | -                  | -                  |             | -           | -           | 33     | 1      |
| 2016-2017              | Başkent Akademi        | 2L                     | 30         | 0          | CT              | 1               | 0               |                    | -                  | -                  |             | -           | -           | 31     | 0      |
| 2017-2018              | Başkent Akademi        | 2L                     | 25         | 1          | CT              | 0               | 0               |                    | -                  | -                  |             | -           | -           | 25     | 1      |
| Totale Başkent Akademi | Totale Başkent Akademi | Totale Başkent Akademi | 110        | 2          |                 | 3               | 0               |                    | -                  | -                  |             | -           | -           | 113    | 2      |
| 2018-gen. 2019         | Şanlıurfaspor          | 2L                     | 17         | 1          |                 | -               | -               |                    | -                  | -                  |             | -           | -           | 17     | 1      |
| gen.-giu. 2019         | Ankaragücü             | SL                     | 3          | 0          |                 | -               | -               |                    | -                  | -                  |             | -           | -           | 3      | 0      |
| 2019-2020              | Ankaragücü             | SL                     | 17         | 0          | CT              | 1               | 0               |                    | -                  | -                  |             | -           | -           | 18     | 0      |
| 2020-gen. 2021         | Ankaragücü             | SL                     | 3          | 0          | CT              | 0               | 0               |                    | -                  | -                  |             | -           | -           | 3      | 0      |
| Totale Ankaragücü      | Totale Ankaragücü      | Totale Ankaragücü      | 23         | 0          |                 | 1               | 0               |                    | -                  | -                  |             | -           | -           | 24     | 0      |
| gen.-giu. 2021         | Altay                  | 1L                     | 15         | 1          |                 | -               | -               |                    | -                  | -                  |             | -           | -           | 15     | 1      |
| 2021-2022              | Altay                  | SL                     | 30         | 1          | CT              | 2               | 0               |                    | -                  | -                  |             | -           | -           | 32     | 1      |
| Totale Altay           | Totale Altay           | Totale Altay           | 45         | 2          |                 | 2               | 0               |                    | -                  | -                  |             | -           | -           | 47     | 2      |
| 2022-2023              | Konyaspor              | SL                     | 10         | 0          | CT              | 1               | 0               | UECL               | 3                  | 0                  |             | -           | -           | 14     | 0      |
| Totale carriera        | Totale carriera        | Totale carriera        | 239        | 6          |                 | 7               | 0               |                    | 3                  | 0                  |             | -           | -           | 249    | 6      |